# Comuna Brckovljani, Zagreb
Brckovljani este o comună în cantonul Zagreb, Croația, având o populație de 6.837 de locuitori (2011).

## Demografie
Componența etnică a comunei Brckovljani
     Croați (98,54%)
     Necunoscut (0,12%)
     Neclasificat (1,16%)
Componența confesională a comunei Brckovljani
     Catolici (91,6%)
     Fără religie și atei (1,23%)
     Necunoscută (5,37%)
     Alte religii (1,8%)
Conform recensământului din 2011, comuna Brckovljani avea 6.837 de locuitori. Din punct de vedere etnic, majoritatea locuitorilor (98,54%) erau croați. Apartenența etnică nu este cunoscută în cazul a 0,12% din locuitori. Din punct de vedere confesional, majoritatea locuitorilor (91,6%) erau catolici, cu o minoritate de persoane fără religie și atei (1,23%). Pentru 5,37% din locuitori nu este cunoscută apartenența confesională.